# Judéo-algérien
Le judéo-algérien est un dialecte de variété judéo-arabe issu de l'arabe algérien parlé par les Juifs algériens. Ce dialecte se distingue par plusieurs spécificités phonologiques, morphologiques et lexicales dues à l'influence historique des différentes dominations que l'Algérie a connues.  
Comme d’autres formes de judéo-arabe présentes au Maghreb et au Moyen-Orient, il se distingue aussi de l’arabe parlé par les musulmans par l’incorporation de termes hébraïques et araméens, ainsi que par un accent et une prononciation particuliers. Utilisé à la fois dans la sphère domestique et dans les pratiques religieuses, le judéo-arabe servait de lien entre les membres de la communauté juive et la société musulmane environnante. 
Le judéo-arabe variait légèrement d’une région à l’autre, en fonction des contacts locaux et des influences culturelles, mais il conservait partout une structure commune ancrée dans l'arabe dialectal algérien. Il était parlé dans les grandes villes comme Alger, Constantine et Tlemcen, ainsi que dans les petites communautés rurales.

## Histoire
Le judéo-algérien fut parlé par la totalité des Juifs qui habitaient l'Algérie à l'époque ottomane. Pendant la colonisation française et l'application du décret Crémieux, le dialecte a régressé en nombre de locuteurs, il est difficile d'établir le nombre exact des personnes qui le parlent encore. N'étant parlé aujourd'hui que par des individus âgés, le dialecte est appelé à s'éteindre dans les prochaines années. Malgré l'état critique dans lequel il se trouve, il ne suscite aucun intérêt de la part des chercheurs. Les associations censées préserver la mémoire juive d'Algérie au-delà de l'exil préfèrent mettre l'accent sur l'aspect français et francophile d'une partie des membres de l'ancienne population juive plutôt que de conserver la mémoire de la spécificité culturelle et linguistique de cette communauté dont l'enracinement en terre algérienne est vieux de deux mille ans.

### Avant 1870
Avant 1870, les Juifs d'Algérie parlaient principalement le judéo-arabe, un dialecte dérivé de l'arabe algérien, mais marqué par des influences hébraïques et araméennes. Ce dialecte était la langue maternelle de la majorité des communautés juives vivant en Algérie. Toutefois, certaines communautés séfarades, en particulier dans des villes côtières comme Oran, parlaient encore le ladino, ou judéo-espagnol, un héritage de l'expulsion des Juifs d'Espagne en 1492.

### Après 1870
La langue judéo-algérienne, dans ses deux formes principales, a connu un déclin rapide à partir de 1870, avec la promulgation du décret Crémieux, qui accorda la citoyenneté française aux Juifs d'Algérie. Cette mesure juridique entraîna une francisation massive des Juifs algériens, qui se mirent à adopter le français comme langue d'enseignement, d'administration et d'usage quotidien. À partir de cette époque, le judéo-arabe et le ladino commencèrent à perdre du terrain, ne subsistant que dans les contextes familiaux et religieux.
La décolonisation de l’Algérie en 1962 et l’exode massif des Juifs algériens vers la France, Israël et d’autres pays entraînèrent la disparition quasi totale de la langue judéo-algérienne en tant que langue vivante en Algérie. Cependant, des traces du judéo-arabe et du ladino sont encore présentes chez les descendants de ces communautés, notamment dans les chants liturgiques, les proverbes et certaines expressions du quotidien.

## Spécificités du parler

### Phonologie
Le judéo-arabe algérien possède des caractéristiques phonologiques spécifiques qui le distinguent des autres dialectes arabes, notamment les différences de prononciation entre les communautés juives et musulmanes.

#### Prononciation du /q/
| Ville   | Juifs | Musulmans | Exemple de mots empruntés à l’arabe nomade |
| ------- | ----- | --------- | ------------------------------------------ |
| Alger   | [ʾ]   | [q]       | -                                          |
| Oran    | [k]   | [q]       | bəgṛa (vache), gəmṛa (lune)                |
| Tlemcen | [k]   | [q]/[a]   | -                                          |

Remarque : Le passage de /q/ à [ʾ] ou [k] chez les Juifs est typique des dialectes sédentaires, tandis que le [g] apparaît dans certains mots empruntés aux dialectes nomades.

#### Sibilantes et interdentalisation
| Phonème arabe classique | Réalisation chez les Juifs de Constantine | Réalisation chez les Musulmans | Exemple                  |
| ----------------------- | ----------------------------------------- | ------------------------------ | ------------------------ |
| /ṯ/                     | [t]                                       | [ṯ]                            | ṯāni → tāni (deuxième)   |
| /ḏ/                     | [d]                                       | [ḏ]                            | ḏrāʿ → drāʿ (bras)       |
| /ḍ̱/                     | [ḍ]                                       | [ḍ̱]                            | ḍ̱alām → ḍḷām (obscurité) |

#### Glottalisation
Le coup de glotte /ʾ/ s'affaiblit ou disparaît dans certaines positions :
- Position initiale : ʾiyyām → iyyām (jours)
- Position médiale : biʾr → bīr (puits)
- Position finale : bukāʾ → bka (pleurer)

Remarque : Dans certaines régions, comme Constantine, le coup de glotte peut être conservé dans les mots monosyllabiques ou les formes éloquentes.

### Morphologie

#### Conjugaison des verbes
| Forme verbale           | Judéo-arabe algérien | Arabe classique            | Exemple (imparfait)   |
| ----------------------- | -------------------- | -------------------------- | --------------------- |
| 1ère personne singulier | Préfixe n-           | Préfixe ʾa-                | nəfʿəl (je fais)      |
| 1ère personne pluriel   | Suffixe -u           | Forme plurielle spécifique | nfəʿlu (nous faisons) |
| 2ème personne singulier | Forme unique ktəbt   | Distinction homme/femme    | ktəbt (tu as écrit)   |

#### Pronoms démonstratifs
Les démonstratifs varient selon les régions :
- Proximité :
  - À Constantine : hāda (m. sg.), hādi (f. sg.), hādu (pl.)
  - À Alger : āda, ādi, ādu (l'aspiration initiale disparaît souvent)
- Éloignement :
  - À Constantine : hādāk (m. sg.), hādīk (f. sg.), hādūk (pl.)

### Lexique

#### Emprunts hébreux
Les emprunts à l'hébreu sont courants, notamment dans les domaines religieux et communautaires :
- t-tora (Torah)
- qa al (congrégation)
- šabbat šalom (Shabbat Shalom)

Certains mots hébreux se sont intégrés dans les structures verbales arabes, comme tməlšən (dénoncer, de malšin en hébreu) et tšəbbəš (être confus, de šbš en hébreu).

#### Emprunts français et espagnols
Après l'influence coloniale française, de nombreux mots français ont été adoptés dans le dialecte :
- journal, bureau, président

Quelques mots espagnols sont également présents, notamment à Oran en raison de l'influence espagnole historique :
- šītā (brosse), šlāda (salade)

Remarque : Les emprunts au français sont parfois intégrés dans des formes de pluriels arabes, comme kanāsil (consuls) ou numrawāt (numéros de journaux).

#### Emprunts berbères
Bien que les Juifs d'Algérie aient eu peu de contact direct avec les tribus berbères, quelques mots berbères sont intégrés via l'arabe musulman, comme :
- šlāġəm (moustaches)
- fəkrūn (tortue)

#### Vocabulaire
| Judeo-algérien   | Transcription        | Traduction en français                                                                         |
| ---------------- | -------------------- | ---------------------------------------------------------------------------------------------- |
| كل واحد وكتابه   | Kull wāḥid w-kitābuh | Chacun a son destin (lit. chacun a son livre)                                                  |
| جا يكحلها عماها  | Jā yakḥallhā ʿammāhā | Il voulait améliorer la situation, mais l'a empirée (lit. il est venu l'orner et l'a aveuglée) |
| ماشي بكيفي       | Māšī bikayfī         | Ce n'est pas de ma volonté                                                                     |
| عاش من عرف قدره  | ʿāš man ʿaraf qadruh | Heureux celui qui connaît sa propre valeur                                                     |
| طاح من عيني      | ṭāḥ min ʿīnī         | Il est tombé de mon estime                                                                     |
| ما عندي حتى حاجة | Ma ʿandī ḥattā ḥāja  | Je n'ai rien (littéralement : Je n'ai même pas une chose)                                      |
| اللي فات مات     | Al-lī fāt māt        | Ce qui est passé est mort (lit. ce qui est passé est fini)                                     |
| درت النية        | Durt in-niyya        | J'ai fait de bonnes intentions                                                                 |
| على قد الحال     | ʿalā qadd al-ḥāl     | Selon ses moyens                                                                               |

## Culture

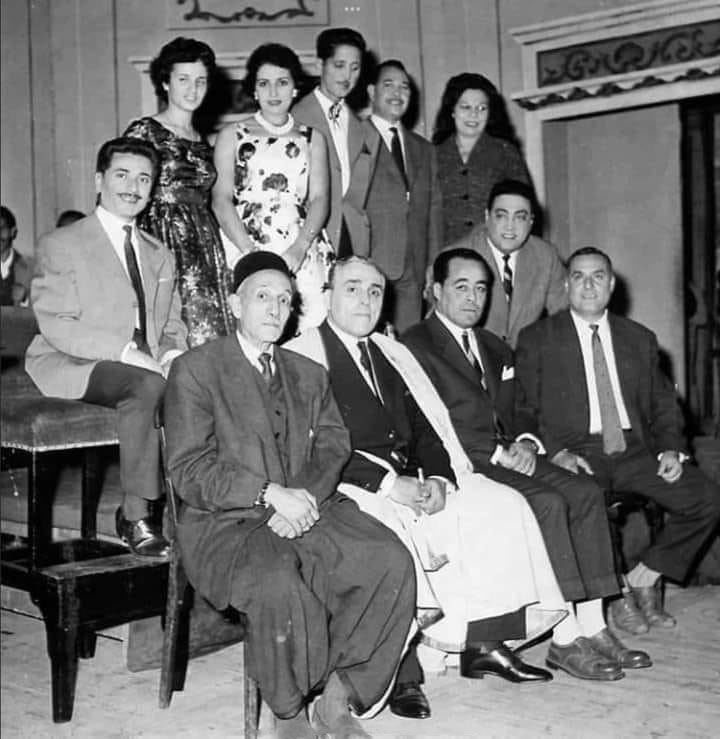
Cheikh Raymond célèbre chanteur judéo-algérien

Le judéo-arabe a joué un rôle crucial dans le patrimoine musical des juifs d'Algérie, notamment à travers :
- La musique arabo-andalouse, où des artistes comme Marie Soussan ont interprété des chansons en arabe dialectal, contribuant à populariser ce genre au sein de la communauté juive.
- Le genre chaâbi, avec des artistes comme Lili Labassi qui ont utilisé le judéo-arabe dans leurs compositions.
- Le hawzi, interprété par des chanteuses comme Reinette l'Oranaise (Sultana Daoud), mêlant arabe dialectal et expressions judéo-arabes.
- Le malouf constantinois, représenté par des maîtres comme Cheikh Raymond Leyris, intégrant des éléments linguistiques judéo-arabes.
- Le dramaturge algérien Abraham Daninos né le 7 avril 1797 à Alger écrit la première scène de théâtre en arabe algérien qu'il a intitulée « Le plaisant voyage des amoureux et la souffrance des amants dans la ville de Tiryaq en Irak » (arabe : «نزهة المشتاق وغصة العشاق في مدينة طرياق في العراق»), qui met en scène le voyage de personnages algérois vers une ville en Irak (ville imaginaire appelée Tériak)[5].

### Le judéo-arabe dans la littérature
L'utilisation du judéo-arabe s'est également manifestée dans la littérature :
- Des auteurs comme Elissa Rhaïs (Rosine Boumendil) ont incorporé des expressions et thèmes judéo-arabes dans leurs œuvres en français, reflétant la culture judéo-algérienne.
- Albert Bensoussan a exploré l'univers judéo-arabe dans ses écrits, notamment dans son recueil de nouvelles "L'Echelle algérienne".

### Caractéristiques linguistique
Le judéo-arabe se distingue par :

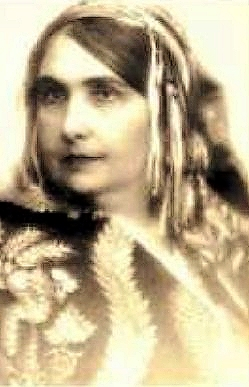
Elissa Rhais romancière algérienne

- L'utilisation de l'arabe dialectal avec des influences hébraïques et araméennes.
- Des locutions typiquement arabes entrecoupées d'hébreu, comme "Li iji oukt al'Mashiah" (afin que le temps du Mashiah arrive).
- Une prononciation arabisée de mots ou noms hébreux.

### Importance culturelle
L'utilisation du judéo-arabe dans l'art a permis de :
- Préserver et transmettre un patrimoine culturel unique, mêlant influences juives, arabes, berbères et andalouses.
- Exprimer une identité culturelle juive distincte au sein d'un environnement arabo-musulman dominant.
- Créer une "Koinè" langagière judaïque identifiable, comme dans le chant "Qassat Bensoussan" de Cheikh Zouzou.En conclusion, le judéo-arabe a servi de vecteur d'expression artistique pour les juifs d'Algérie, leur permettant de maintenir leur identité culturelle tout en s'intégrant dans le paysage linguistique et artistique local.

## Locuteurs célèbres
- Ephraim Enkaoua rabbin, médecin et théologien séfarade
- Messaoud Zerbib rabbin algérien d'origine judéo-berbère
- Abraham Daninos Homme de théâtre algérien
- Marie Soussan  Artiste et femme de théâtre algérienne
- Lili Boniche musicien et chanteur algérien
- Lili Labassi auteur-compositeur-interprète de musique judéo-arabe, chaâbi et hawzi
- Raymond Leyris Oudist et chanteur algérien
- Salim Halali musicien et chanteur algérien
- Reinette l'Oranaise musicienne et chanteuse algérienne
- Saoud l'Oranais musicien algérien
- Maurice El Medioni pianiste algérien
- Robert Castel acteur et musicien d'origine algérienne
- Lucien Sportisse militant et résistant algérien
- William Sportisse militant et résistant algérien
- Pierre Ghenassia militant et résistant algérien
- Daniel Timsit militant et médecin algérien
- Elissa Rhais romancière algérienne

## Patrimoine linguistique
Malheureusement, la langue judéo-algérienne fait l'objet de peu de recherches académiques, bien qu'elle ait été la langue de la deuxième plus grande communauté juive du monde arabe, après celle du Maroc. 
Avant 1870, elle était largement utilisée par les Juifs d'Algérie, dans un contexte où cette communauté représentait une part importante de la population du pays. Malgré son importance historique et culturelle, la disparition progressive du judéo-arabe et du ladino après la colonisation française et l'exode massif des Juifs algériens a conduit à un déclin de l'intérêt pour son étude, laissant une grande partie de ce patrimoine linguistique méconnue et non documentée dans les travaux linguistiques contemporains.